# Лалітадітья Муктапіда
Лалітадітья Муктапіда (*гінді ललितादित्य मुक्तपीड; д/н — 760) — самраат (імператор) Кашміру з династії Каркота в 724—760 роках. За його панування держава набула найбільшого піднесення.

## Життєпис

### Зовнішня політика
Молодший син самраата Пратападітьї і Нарендрапрабхи. Ймовірно долучився до державних і військових справ ще в правління свого брата Тарапіди. Після смерті останнього близько 724 року Лалітадітья посів трон Кашміру.
Відомий численними військовими походами. Він скористався тим, що після смерті махараджихіраджи Харши почалася тривала війна між різними державами. Спочатку почалося підкорення областей, що межували з Кашмірською долиною. Потім було підкорено Гандхару (Пенджаб). Близько 730 року встановив зверхність над Кабульським князівством, де правила династія Перших Шахі.
Спочатку після запеклої війни Лалітадітья здолав Яшовармана, махараджу Антарведі (між річками Джамна і Каліка). Останній намагався перемовинами виграти час, але зрештою кашмірські війська знищили військо супротивника, а його державу приєднали до володінь Каркоти. Слідом за цим було здійснено походи вниз за течією Гангу та змушено визнати зверхінсть Дадду III, магараджу Гуджарів. До 736 року було підкорено Магадху, де правив Дживітагупта з династії Пізніх Гупт. Зрештою Лалітадітьї підкорилися держави Калінга і Гаудадеша.
Разом з тим здійснювалися походи в області Гімалаїв — до Камбоджідеша (частина сучасного Непалу) і Уттарападха, де розташовувалося декілька невеличких царств.

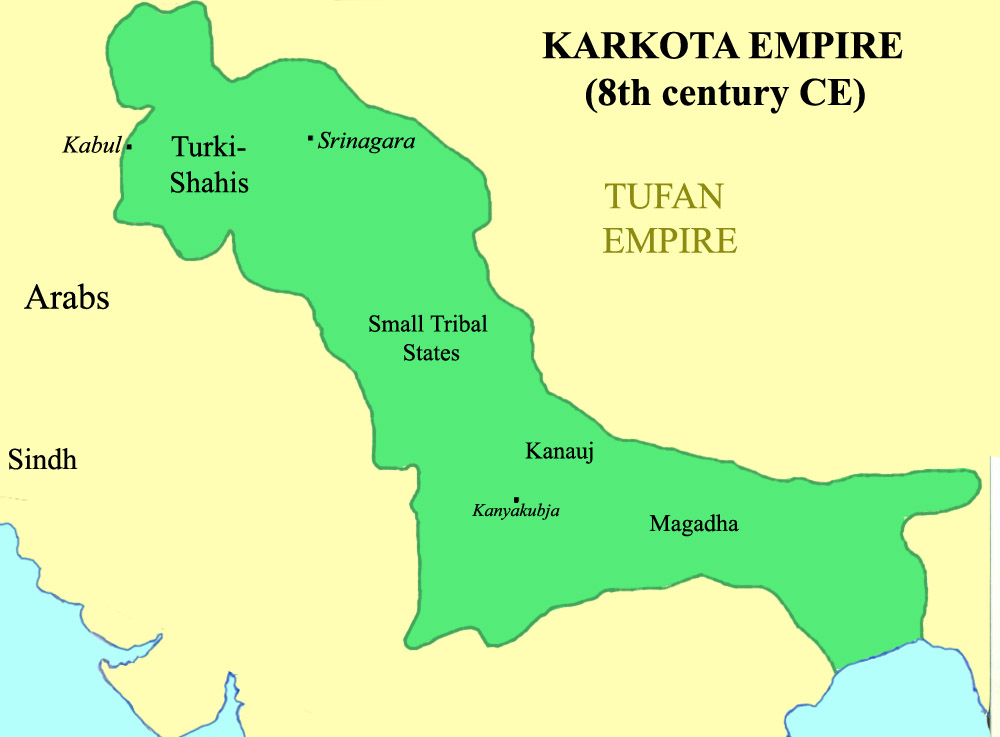
Імперія часів Лалітадітьї Муктапіди

Зміцнивши владу в Північній Індії, володар Кашміру розпочав наступ на південь, підкоривши царство Карната, дійшовши до річки Кавері, де правив раштракут Дантідурга. За цим почалася війна проти держави Аванті в центральній Індії. Остання погодилася сплачувати данину. Втім влада Лалітадітьї в Аванті і Карнаті не була певною: після того як володар Кашміру повернувся до рідних володінь, місцеві правителі повстали. Спроби їх приборкати виявилися невдалими.
В західній Індії здолав держави Шилахара, що розташовувалися в області Конкан (узбережжя Аравійського моря). Між 740 і 746 роками вдерся до держави Майтрака, що була ослаблена нещодавнім вторгненням арабів. В результаті кашмірські війська підкорили її змусивши визнати махараджахіраджу Сіладітію IV владу самраата Лалітадітьї.
На шляху до Кашміру підкорив невеличкі держави Уджджайн, Чітторгарх, Марвар і Танесар. 747 року Кашмір зазнав нападу тибетського цемпо Меагцома. Втім кашмірці відбили напад. В подальшому боровся з Тибетською імперією за Памір та Пригімалайські області. 749 року відправив посланця до імперії Тан з метою укладання антитибетського союзу, що було досягнуто 750 року.
У 755—756 роках Лалітадітья вдерся до басейну річки Тарим, але ймовірно без суттєвого успіху. Ймовірно після плюндрування та грабунку повернувся до Кашміру. Разом з тим допоміг китайцям відновити владу над державами Куча і Турфан.

### Внутрішня політика
Вміло впроваджував податкову систему особливо не обтяжував зборами і митами населення. Причиною цьому були успішні походи, внаслідок чого самраат отримав величезну здобич. З метою зміцнення влади підтримував шиваїстів, вішнуїстів, буддистів, зороастристів, фінансуючи зведення численних храмів цих релігій. Також започаткував загальнокашмірські свята, які об'єднували населення та сприяли авторитету монарха.
Помер Лалітадітья Муктапіда 760 року. Ймові спадкував старший син Кувалаяпіда.